# Niviarsiat (berg i Grönland, Kujalleq)
Niviarsiat är ett berg i Grönland (Kungariket Danmark).   Det ligger i kommunen Kujalleq, i den södra delen av Grönland, 500 km sydost om huvudstaden Nuuk. Toppen på Niviarsiat är 1 300 meter över havet, eller 99 meter över den omgivande terrängen. Bredden vid basen är 1,5 km.
Terrängen runt Niviarsiat är huvudsakligen kuperad.  Trakten runt Niviarsiat är nära nog obefolkad, med mindre än två invånare per kvadratkilometer. Det finns inga samhällen i närheten. Trakten runt Niviarsiat består i huvudsak av gräsmarker.